# Eliseo Mouriño
Eliseo Mouriño (3 de juny de 1927 - 3 d'abril de 1961) fou un futbolista argentí.

## Selecció de l'Argentina
Va formar part de l'equip argentí a la Copa del Món de 1958 i a la Copa Amèrica de 1959.